# Muangchai Kittikasem
Muangchai Kittikasem est un boxeur thaïlandais né le 11 novembre 1968 à Chainat.

## Carrière
Passé professionnel en 1988, il devient à son 7e combat champion du monde des poids mi-mouches IBF le 2 mai 1989 après sa victoire aux points contre Tacy Macalos. Il conserve ce titre lors du combat revanche et à deux autres reprises avant de s'incliner face à Michael Carbajal le 29 juillet 1990. Kittikasem poursuit sa carrière en poids mouches et remporte le titre mondial WBC le 15 février 1991 aux dépens de son compatriote Sot Chitalada puis le perd contre Yuriy Abachakov le 23 juin 1992. Il met un terme à sa carrière de boxeur en 1999 sur un bilan de 25 victoires et 4 défaites.